# Angela Marino
Angela Daniela Marino (Otahuhu, 3 febbraio 1986) è un'ex cestista neozelandese con cittadinanza italiana.

## Carriera
Con la Nuova Zelanda ha disputato i Giochi olimpici di Atene 2004 e quelli di Pechino 2008.